# Mariebergsbadet
Mariebergsbadet som ligger i Varamon, Motala, var ett bad med tempererade bassänger. På området låg även stugbyn Wetternbyn. Badet bestod av 1 st 50 metersbassäng, 2 mindre barnbassänger och en plaskdamm för de allra minsta. Det fanns även tillgång till olika sorters klätterställningar samt en el-bilbana. 
Badet drevs tidigare av Folkets Hus o Park i Motala, men 2008 bestämdes att Motala Triathlon Club (MTC)  och Motala Simsällskap (MSS) skulle ta över driften med visst sponsorstöd från Lithoteknik i Motala. Badet fick då namnet LiTHObadet. Från och med 2014 gäller namnet Motalabadet - fortfarande med MTC och MSS som ansvariga för aktiviteterna vid badet.. 
Badet hade stort behov att renoveras, och när vattenpumpen gick sönder i slutet av sommaren 2017 investerade man inte i en ny, utan man bestämde sig för att stänga badet.

### Fotnoter
1. ↑  Forsberg, Daniel; Lundborg, Emma (1 augusti 2017). ”Motalabadet tvingas stänga redan i dag”. Sveriges Radio. https://sverigesradio.se/sida/artikel.aspx?programid=160&artikel=6748448. Läst 17 juli 2018.